# Sadegh Ghotbzadeh

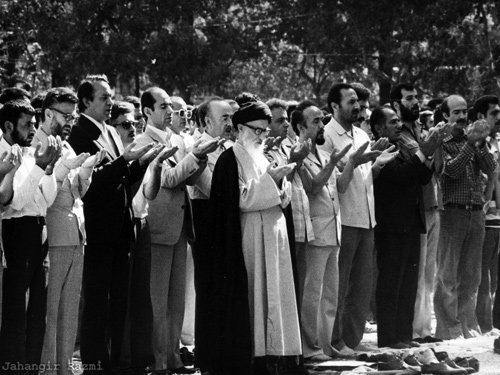
Sadegh Ghotbzadeh est le troisième à partir de la gauche, sur cette photo des prières du vendredi conduites par l'ayatollah Taleghani.

Sadegh Ghotbzadeh (persan : صادق قطب‌زاده), né le 24 février 1936 à Ispahan et mort le 15 septembre 1982 à Téhéran, est un militant opposant au chah d'Iran puis un homme politique de la république islamique d'Iran.

## Biographie
Alors étudiant, il milite au Front national après la chute du gouvernement de Mohammad Mossadegh en 1953. Il fait des séjours en prison puis en 1959 il quitte l'Iran et vit en Europe et en Amérique du nord. De 1959 à 1963, il étudie à l'université de Georgetown et participe en 1961 à la création du Freedom movement of Iran, mouvement politique d'opposition au Shah. 
Son passeport américain lui ayant été retiré, il part vivre en Algérie, en Égypte, en Syrie et en Irak pays où il rencontre Khomeini en 1963. À la fin des années 1960, il part au Canada faire des études supérieures à l'université Notre Dame à Nelson. Il s'installe ensuite à Paris et travaille comme correspondant du journal syrien Al Thawra. 
En 1978, il quitte le Freedom movement of Iran et devient un proche de Khomeini en étant son conseiller en relations avec les médias  pendant son exil de 1978 en France, ainsi que le ministre des Affaires étrangères (30 novembre 1979 - août 1980) pendant la crise des otages américains en Iran à la suite de la révolution iranienne. En novembre 1980, il est arrêté et reste trois jours en prison pour avoir critiqué la république islamique. En août 1982, de nouveau arrêté, il est jugé sous l'accusation d'avoir conspiré pour l'assassinat de l'ayatollah Khomeini et pour le renversement de la république islamique d'Iran. Il est condamné à mort puis est fusillé le 15 septembre 1982 à la prison d'Evin à Téhéran.